# Campo volcánico Lunar Crater
El campo volcánico Lunar Crater es un campo volcánico en el condado de Nye, Nevada. Se encuentra a lo largo de las cordilleras Reveille y Pancake y consta de más de 200 fisuras o respiraderos, en su mayoría pequeños conos volcánicos con flujos de lava asociados, pero también varios maars, incluido un maar de nombre homónimo. Algunas fisuras se han erosionado tanto que las estructuras debajo de los volcanes han quedado expuestas.
El campo volcánico se ha formado sobre rocas volcánicas y calderas más antiguas, del oligoceno al mioceno, pero su actividad comenzó hace solo unos 6 millones de años y las razones de su actividad volcánica no son bien conocidas. Ha producido varios tipos de magma basáltico y también traquita; su erupción más reciente fue hace unos 38.000 años y se cree que es posible que haya recuperado la actividad.

## Etimología y uso

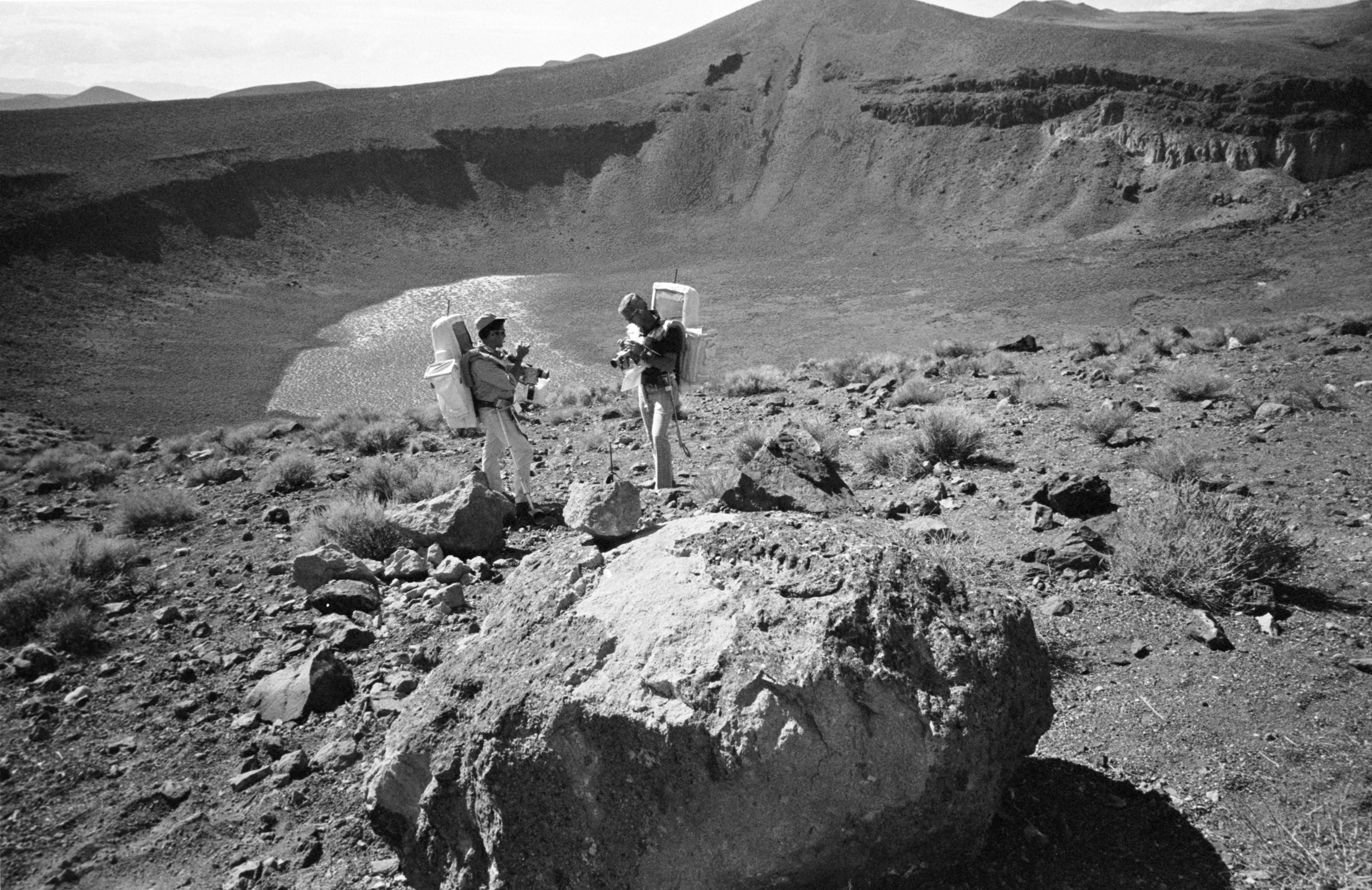
Entrenamiento de astronautas en Lunar Crater

El campo volcánico lleva el nombre de la fisura de Lunar Crater, la más característica del campo volcánico.  El área es seca y escarpada y, por lo tanto, deshabitada. Debido a su diversa geología y accesibilidad se usó para probar prototipos de rovers de Marte y como campo de entrenamiento para el alunizaje de astronautas. Partes del campo volcánico se encuentran dentro del área de estudio del desierto de Palisade Mesa, y está clasificado como Monumento Natural Nacional, conocido como Monumento Natural Nacional de Lunar Crater.

## Geografía y geomorfología
Está ubicado en el condado de Nye, en la parte central del estado de Nevada. Se encuentra casi al norte de la localidad de Rachel, a 100 kilómetros al este-noreste de Tonopah y a 400 km al norte de Las Vegas. Dos carreteras pasan por su margen occidental y oriental, y tanto la ruta 375 del estado de Nevada como la ruta federal 6 atraviesan el campo volcánico; y está aproximadamente a mitad de camino entre Tonopah y Ely a lo largo de la ruta 6 y caminos de tierra atraviesan el área. Hay estacionamiento al pie del cráter Easy Chair y otro en el borde del Lunar Crater.
El campo volcánico cubre 80 kilómetros de largo y 20-10 km de área con una superficie de aproximadamente 1000 kilómetros cuadrados. Se extiende en dirección norte-noreste a sur-suroeste a lo largo de las cordilleras de Reveille Range y Pancake y entre el valle Railroad Valley, hacia el sureste, y el valle Hot Creek, el valle Big Sand Springs y el valle Kawich en el noroeste. Más de 200 fisuras están ubicadas dentro del campo, en su mayoría volcanes monogenéticos con 1-10 kilómetros de largo, flujos de lava aa (lava en bloques con una superficie irregular) junto con algunos domos de lava, diques, cuatro maars (cráteres formados por explosiones de gas o vapor), conos de escoria, anillos de toba y cúmulos de volcanes; los conos alcanzan alturas de 200 metros y 1200 m de ancho y, a menudo, están abiertos por un lado, mientras que las fisuras volcánicas a menudo se asocian con terraplenes alargados. Las fisuras alcanzan elevaciones de 1828,8 - 2133,6 metros. El campo geotérmico Hot Creek está a 17,7 km del campo volcánico pero no parece tener su fuente de calor allí. 
La erosión ha llevado a la inversión topográfica en algunos volcanes, formando mesas cubiertas de lava (colinas con cimas planas ), ensanchando y aplanando algunos conos volcánicos y ha llevado a la formación de suelos y redes de drenaje, especialmente en fisuras más antiguas; además, el pavimento desértico y el material transportado por el viento se han acumulado en algunos flujos de lava.
Los 14 kilómetros cuadrados de playa del lago Lunar Lake están ubicados en la parte norte del campo volcánico; se encuentra a 1750 m de altura y recoge el agua de los drenajes locales, aunque solo efímeramente contiene agua.

### Fisuras individuales

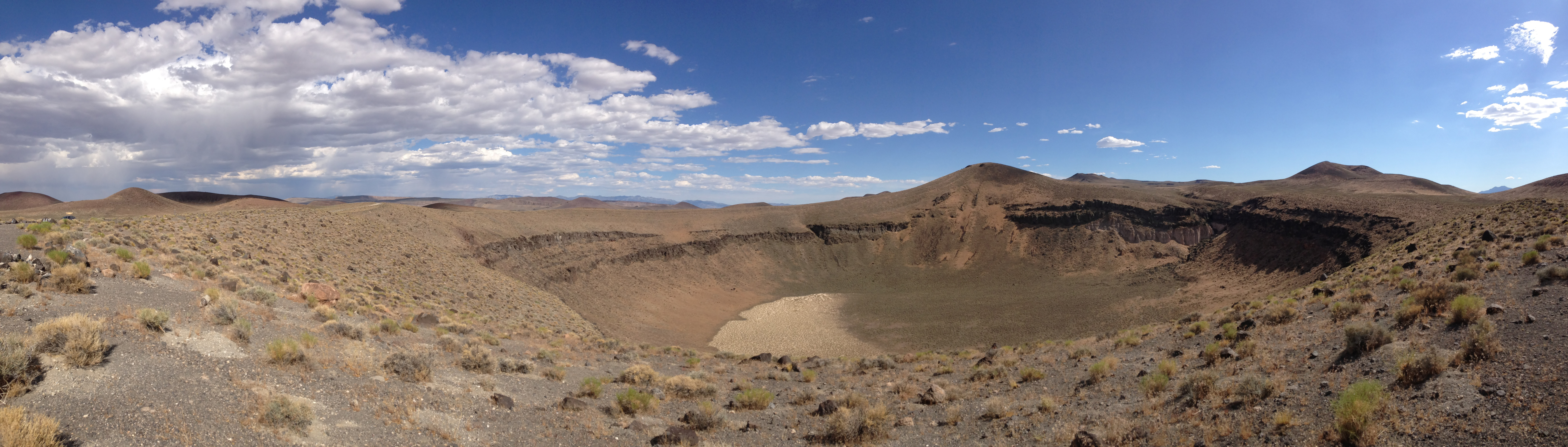
Lunar Crater

Lunar Crater en sí es casi circular y está incrustado en lavas basálticas, tobas subyacentes y dos conos volcánicos más antiguos, incluido Lunar Cone. Un anillo de tefra (anillo de material volcánico) de 1100 metros de ancho y 130 m de profundidad que es el punto final de un pequeño cañón que parece ser anterior a la formación de Lunar Crater. Un abanico aluvial y una playa llenan el fondo del cráter, que es el punto más bajo de este campo volcánico, mientras que sus márgenes están rodeados por lechos de tefra que incluyen bloques de ceniza, lapilli, escoria y toba; al parecer la mayoría de estos son rocas más antiguas que fueron arrancadas del suelo y expulsadas durante la formación de Lunar Crater. También pueden encontrarse conos de pavesa; dos fisuras al este y sureste del cráter se conocen como North Kidney Butte y South Kidney Butte. 
El bien conservado cono del volcán Marcath (también conocido como Black Rock) a solo unos pocos kilómetros al norte de la ruta federal 6, tiene aproximadamente 150 metros de altura y 500 x 900 m de cono volcánico, formado sobre una fisura. Los flujos de lava emanan de su lado occidental, que alcanzan longitudes de varios kilómetros y, después de sortear un cono más antiguo, emergen al fondo del valle. Los flujos tienen frentes de unos 5 metros de alto; los lóbulos, las estructuras de inflación y el material arrojado del cono aparecen en los flujos de lava, que se clasifican como lava aa. Durante su erupción, la tefra se dirigió hacia el noreste durante más de 5 kilómetros y estaba formada por lapilli y escoria; otro depósito de tefra se extiende al sur del cono, el cual forma el volcán. Su volumen total de rocas es de aproximadamente 0.1 km cúbicos
El erosionadovolcán Kimana (mariposa en idioma Shoshone) está formado por un flujo de lava y depósitos piroclásticos que cubren un área de 26 kilómetros  cuadrados y tienen un volumen de  0.4 kilómetros cúbicos. El volcán Broken Cone junto con varios cuerpos vecinos probablemente se formaron sobre una falla (un desplazamiento en el suelo formado por movimientos tectónicos) y consiste en una pila piroclástica, mientras que los cuerpos vecinos son restos de flujos de lava. También hay diques, y el volcán puede haber presentado un cono de escoria ahora desaparecido.
El cráter Easy Chair, en la cuenca de Lunar Lake, mide aproximadamente 240 metros  de altura y tiene una cresta de c. 2.5 kilómetros de longitud. La cresta está formada por piroclásticos emplazados en una fisura y parcialmente enterrado y destruido por dos conos de escoria y un maar; los conos, a su vez, son la fuente de un campo de flujo de lava. El volumen total de esta estructura es de aproximadamente 0.1 km cúbicos, sin contar un depósito de tefra mal medido.
El cráter Bea's Crater, al sureste del volcán Marcath es el tercer maar del campo volcánico y parece haber tenido una historia compleja. Se formó dentro de un grupo denso de dos fisuras superpuestas más antiguas a aproximadamente 440 metros y 1050 m de anchura y con una profundidad máxima de 147 m; en el fondo se encuentra una playa y al norte se encuentra el Northeast Cone, que se formó junto con el Bea's Crater, rodeado este por depósitos que incluyen tobas, lapilli y posiblemente rocas volcánicas más antiguas. El llamado Middle Maar es el cuarto maar en el campo volcánico.
Dark Peak en la cordillera de Reveille es un volcán del Plioceno cuya estructura subterránea, un dique (magma tabular incrustado en la roca), está expuesta a casi 1 km de distancia de él, y que también contiene el conducto principal del volcán. También hay otros rastros de diques que se formaron cuando el magma se propagó lejos de la chimenea, y un tenue campo de lava al oeste. La erosión ha eliminado la mayor parte del volcán, exponiendo parte del terreno subyacente.

## Geología

### Regional
Los volcanes intraplaca ocurren en muchos lugares del oeste de los Estados Unidos, incluso a lo largo de Sierra Nevada, en la meseta del Colorado, la provincia de Basin and Range o el rift del Río Grande. El campo volcánico, junto con otros más, se encuentra dentro de la provincia Basin and Range  pero en una posición inusualmente central. El afloramiento del manto astenosférico en respuesta al régimen tectónico de la cuenca y la cordillera puede ser responsable de la actividad eruptiva allí, aunque también se han propuesto otros procesos como el afloramiento del manto y el flujo compensador en la astenosfera; El vulcanismo más antiguo de la región está relacionado con la subducción de la placa de Farallón.
La provincia Basin and Range ha tenido una historia geológica complicada y en los últimos 20 millones de años presenta tectónica extensional (procesos tectónicos que involucran una dilatación de la corteza ) representada por fallas normales (fallas donde los bloques que se mueven hacia abajo se mueven de manera consistente con la gravedad ). La corteza es relativamente delgada, 30-33 km, y apuntalado por un manto inusualmente caliente que debajo del campo volcánico tiene una velocidad sísmica lenta. El flujo de calor de la corteza es bajo.
El campo volcánico es parte de una zona volcánica más grande del Plioceno y Pleistoceno que se extiende sobre el área de Crater Flat hacia el sur hasta el valle de la muerte en California ; es conocida como la zona de basalto de Death Valley-Pancake Range.  Esta zona volcánica ha recibido atención mediática debido a su proximidad y relación con la cadena montañosa Yucca Mountain, donde se planea un depósito de desechos nucleares, aunque es discutible una relación entre el campo volcánico Lunar Crater y los volcanes cercanos a Yucca Mountain. 
La actividad volcánica más antigua ocurrió en el campo durante el Oligoceno y el Mioceno, generando calderas (generalmente grandes cráteres formados por la explosión o el colapso de un volcán) como el Complejo de Caldera de Nevada Central y la caldera de Lunar Lake que subyace en gran parte del campo volcánico del norte del Lunar Crater. El vulcanismo produjo ignimbritas, lavas andesíticas y tobas como la toba Buckwheat Rim Tuff de 24 millones de años en la que está incrustado Lunar Crater; algunas de estas rocas volcánicas forman bloques estructurales como el bloque Citadel Mountain y la cordillera Pancake y otras están correlacionadas con láminas de ignimbrita en otras partes de Nevada. Una fase ignimbrítica de formación de caldera temprana fue seguida por una fase lávica andesítica, y en los últimos 11 millones de años se han producido erupciones basálticas en la cuenca y la cordillera.
Estas rocas volcánicas más antiguas también forman el basamento (superficie de roca subterránea ) en el área, mientras que partes de la región están cubiertas por aluvión (sedimento que fue transportado por el agua ); a veces las rocas volcánicas más antiguas están enterradas debajo de estos depósitos de aluvión y playa. A su vez, las rocas paleozoicas afloran en el margen nororiental del campo volcánico y subyacen a las rocas volcánicas más antiguas. Finalmente, las rocas cristalinas proterozoicas se encuentran dentro de la corteza. La geología de la región está dominada por bloques separados por fallas con muy poco plegamiento.
Algunas fumarolas forman alineaciones, y las posiciones de (no todos) los volcanes individuales parecen estar controladas por fallas normales, aunque también existen volcanes aislados o cúmulos y el ascenso de magma en muchas fumarolas estuvo influenciado por el régimen tectónico general y no por fallas específicas. Las fallas también han influido en el vulcanismo más antiguo y, a su vez, en el campo volcánico. La actividad volcánica ha enterrado muchas de las fallas en el área y hay poca evidencia de fallas y deformaciones en curso.

### Composición

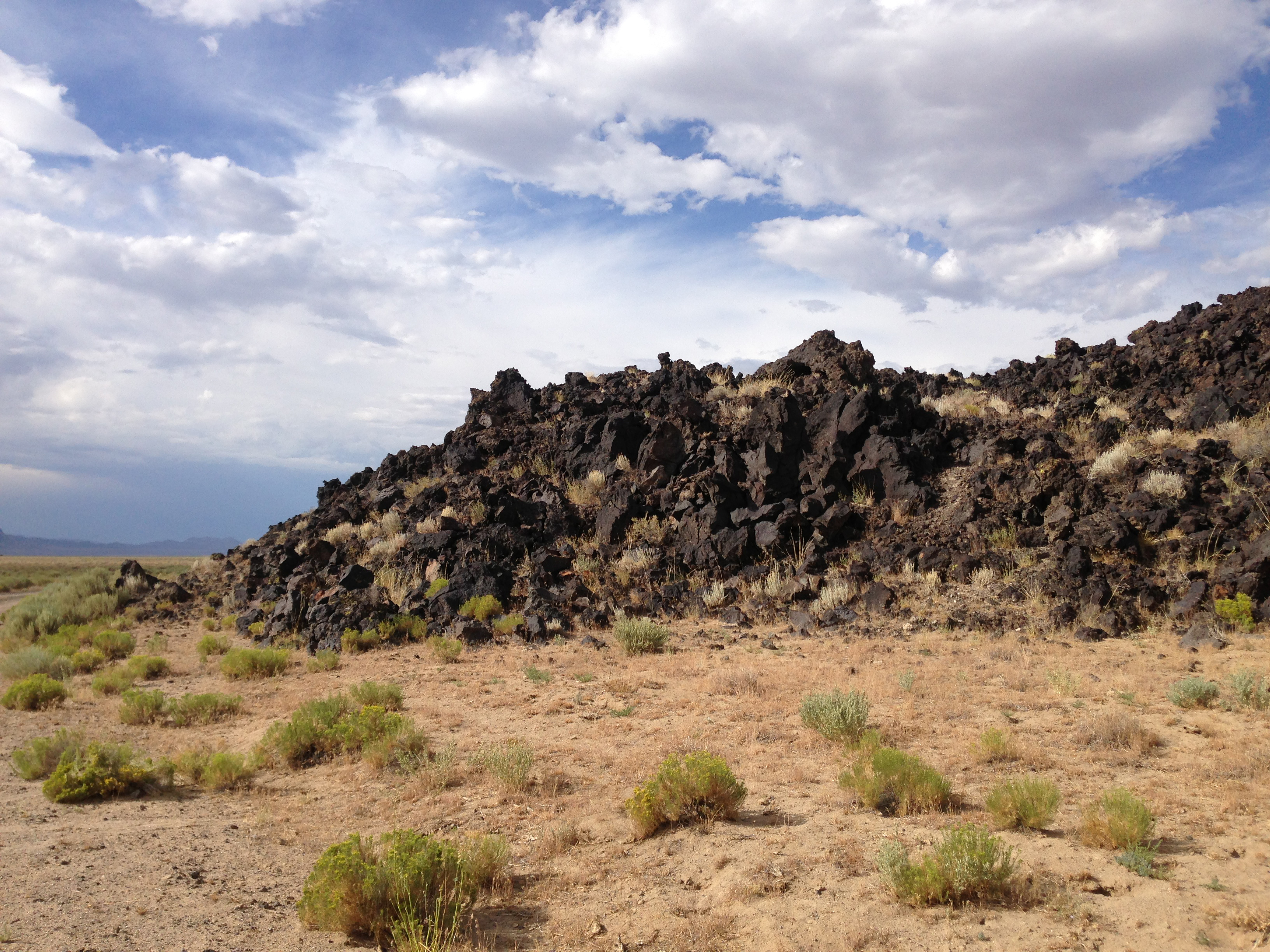
Un primer plano del flujo de lava más joven

Por las fisuras han hecho erupción basaltos alcalinos; la traquita se encuentra en dos domos de lava y también se han hallado basaltos, basanita, tefrita y traquibasalto. En general, las rocas volcánicas definen un conjunto de basalto de isla oceánica que se originó en la astenosfera. Las rocas contienen fenocristales, inclusiones y nódulos. La alteración ha formado clorita, epidota y sericita. En la zona norte, las lavas tienen un aspecto porfídico (con una textura caracterizada por cristales visibles).
El magma parece originarse a partir de un manto heterogéneo y se estanca y cristaliza debajo y dentro de la corteza pero sin estancarse en cámaras de magma de larga duración, antes de ascender rápidamente a la superficie. Cada volcán fue abastecido por un grupo de magma.

## Clima y vegetación

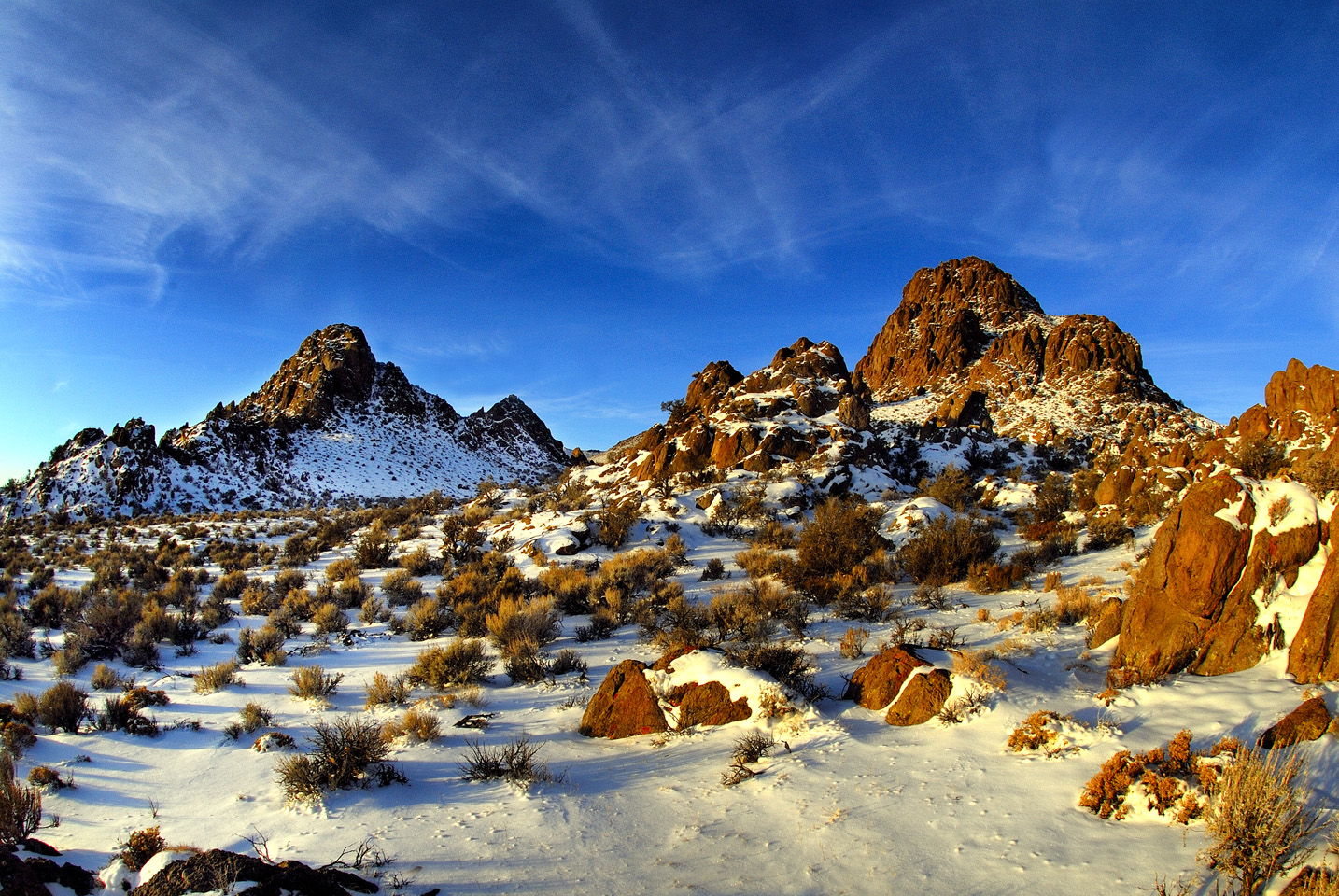
Paisaje invernal en la Cordillera Reveille

El clima es continental y árido, con una precipitación anual de unos 12 centímetros. Las temperaturas medias son alrededor de 12 grados, con máximas y mínimas de 32 grados y -8 grados respectivamente. La vegetación es escasa y consiste principalmente en estepa de artemisa con arbustos como el  greasewood y atriplex y con hierba como el Indian ricewood más abajo. Lunar Crater da nombre también a la especie de trigo alforfón de Howell Lunar Crater, Johanneshowellia crateriorum. 

## Historial de erupciones
El campo volcánico estuvo activo en el Mioceno, Plioceno y Pleistoceno, con las erupciones más antiguas fechadas hace unos 6 millones de años. El vulcanismo ocurrió en cuatro etapas, con un pico de actividad cada 1-2 millones de años.  Los volcanes del sur, en la cordillera Reveille y en el valle Kawich, son los más antiguos, mientras que las erupciones más recientes ocurrieron más al norte en la cordillera de Pancake, aunque en un momento concreto el campo estuvo activo en un gran área. Como consecuencia de la larga duración del vulcanismo, los diferentes centros volcánicos se han erosionado en diversos grados mientras que el vulcanismo se desplazó hacia el norte a un ritmo de aproximadamente de 1 cm/año. Se ha registrado un flujo medio de magma de 0.000017 km³ por año,  con tendencia a disminuir con el tiempo y con cambios en la composición.
Se han fechado muchas erupciones en Lunar Crater. Pera determinar la edad relativa de las unidades volcánicas, además de la datación radiométrica también se han utilizado las diferencias en el grado de meteorización y erosión, ya que las fisuras más antiguas a menudo se degradan y quedan bajo tierra:
- El volcán Kimana tiene probablemente unos 5,7 ± 0,2 millones de años.[32]
- El cono Qc se creó hace 1,61 ± 0,14 millones de años.[1]
- La volcán Mizpah erupcionó entre 740.000 y 620.000 años.[45]
- Easy Chair tiene una antigüedad de 140.000 ± 5.000 años.[5]
- La región Giggle Springs data de hace menos de 81.000 ± 5.000 años.[45]

Se desconoce la edad del propio Lunar Crater, una tefra potencialmente relacionada con él puede haber erupcionado hace unos 600 000 ± 30 000 a 224 000 ± 43 000 años. Sin embargo, los escasos rastros de erosión implican una edad del Pleistoceno tardío, con una edad más reciente estimada de 190.000 a 72.000 años. El Bea's Crater tampoco está fechado directamente, pero puede tener entre 300 000 y 100 000 años.
El emplazamiento de fisuras individuales a menudo comenzaba con erupciones explosivas que formaban montículos, antes de que las erupciones efusivas (erupciones caracterizadas por la expulsión de flujos de lava) generaran flujos de lava. Las erupciones volcánicas tenían características de las erupciones hawaianas o estrombolianas, con maars y anillos de toba formados donde el magma ascendente interactuaba con el agua subterránea y conos volcánicos donde la eyección de la fisura se acumulaba y formaba un cono. En algunos lugares, ocurrieron varias erupciones en períodos de más de un millón de años y dieron lugar a fumarolas poco espaciadas. Los flujos de lava se produjeron a tasas de alrededor de 1- 100 metros cúbicos por segundoy en Kimana y Broken Cone probablemente ocurrieron a través de fisuras laterales. La erupción del volcán Marcath puede haber durado hasta 20 días; probablemente ocurrió durante el viento del suroeste y formó una columna de erupción 6 - 8 kilómetros de altura. 

### Erupción y peligros más recientes
La erupción más reciente ocurrió hace unos 38.000 ± 10.000 años y formó el volcán Marcath. La tefra del campo volcánico se mezcló con sedimentos de menos de 18.000 - 9.500 años y el flujo de lava se consideró que era del Holoceno temprano, pero un estudio posterior consideró que es del Pleistoceno. A la luz de la actividad reciente es posible que se produzcan erupciones futuras y, por lo tanto, el campo volcánico podría considerarse activo. Las erupciones que forman conos de escoria pueden ser peligrosas debido a la expulsión de bloques balísticos, la generación de flujos de lava y tefra que pueden interrumpir el tráfico aéreo, aunque tales erupciones suelen ser de pequeño volumen. 